# Histoire de Draguignan
Pour un article plus général, voir Draguignan.

Blason de Draguignan
Les armoiries de Draguignan se blasonnent ainsi :
De gueules, au dragon d'argent.
Devise : Alios Nutrio, meos devoro (« Je nourris les autres, je dévore les miens »)

La vallée et le site de Draguignan, bien avant la fondation d'une bourgade fortifiée qui s'accroît en ville médiévale, apparaît comme un modeste mais opportun lieu de passage emprunté par les chemins méridionaux longeant les hauts plateaux.

## Préhistoire et période pré-romaine

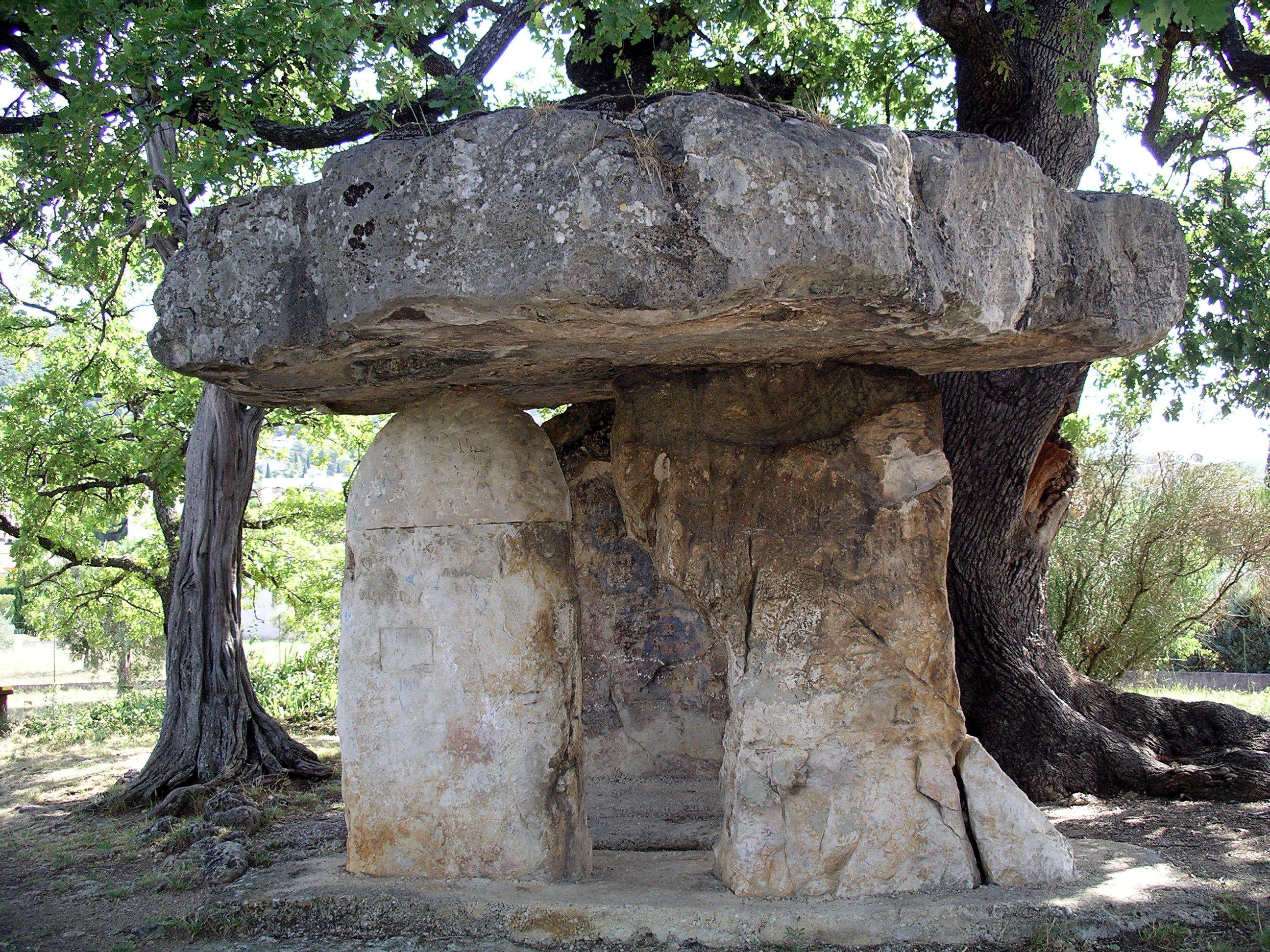
Pierre de la fée.

Vers 2500 av. J.-C., la contrée est peuplée par des peuples cultivateurs et petits éleveurs : les reliques d'une civilisation néolithique levant des menhirs et dolmens sont observées par les archéologues, à l'exemple du dolmen au lieu-dit de La Pierre de la Fée près de l'hôpital actuel de Draguignan. Les lieux de vie de cette civilisation ne sont cependant pas connus précisément. Sur les hauteurs ou dans le bassin, il semble que les hommes fondant ensuite le cuivre aient exercé collectivement une plus grande maîtrise hydraulique pour mettre en valeur précocement la vallée.
À l’âge du fer, vers 700 av. J.-C., de petits villages fortifiés construits en pierres sèches s'installent sur les hauteurs dominant la vallée, notamment celui du Dragon (aujourd'hui près du domaine viticole du même nom) et celui du Seiran. Dans la ville même, notamment dans le quartier de la Tour de l'horloge et des Négadis, ont été trouvés une cabane, des ossements et des poteries datant du Ve siècle av. J.-C. Cela suggère que la plaine est habitée en permanence et mise en valeur par les Ligures, puissant peuple indo-européen qui, dominant d'anciennes populations de langues non indo-européennes, contrôlent les passages des Alpes du sud.
Au IIIe siècle, des peuples celtes surgissent du nord et s'allient aux Ligures : les Salyens, peuple celto-ligure s'imposent. Les historiens et archéologues, faute de fouilles, en savent relativement peu sur la période pré-romaine à Draguignan.

## Période romaine
La Table de Peutinger montre qu'une voie romaine reliant l'Italie à l'Espagne, en passant par Fréjus, Ampus et Riez traversait le bassin de Draguignan. Son tracé exact n'est pas connu, mais on peut voir des fragments de la voie au quartier du Dragon, ainsi que les ruines du petit pont romain qui traversait la Nartuby entre Rebouillon et La Clappe. On sait qu'elle passait à peu près au pied du Malmont, pour ensuite gravir les collines et passer près du village d'Ampus.
Toujours grâce à la Table de Peutinger, nous savons qu'un relais routier (Mutatio) nommé Anteae se situait dans le bassin de Draguignan. Cependant, son emplacement exact reste un mystère. Il serait possible qu'Anteae se soit trouvé dans la vieille ville où des ruines romaines ont été trouvées. Une autre hypothèse se base sur l'étymologie : il existe un hameau nommé Lentier entre Draguignan et Ampus : Anteae, Lentier, cela est proche, d'autant que la voie passait probablement par Lentier. Un bémol cependant : ce relais était indispensable avant de franchir les collines dracénoises, notamment pour prendre des chevaux frais. Or Lentier est dans la montée. Mais la « candidature » Lentier est sérieuse, et cette piste ne doit pas être négligée. Trouver l'emplacement exact d'Anteae est l'un des défis actuels de l'archéologie dracénoise.
Draguignan n'a nullement accueilli de cité romaine, mais un groupement de riches villae, notamment celle du quartier Saint-Hermentaire. Matériel archéologique trouvé avant les fouilles, et de maisons fondées par de plus modestes colons, anciens légionnaires romains Ces domaines agricoles cultivaient la vigne et l'olivier, les pressoirs retrouvés en témoignent. De petits centres d'exploitation champêtres romains, ancêtres des « bastides » provençales, ont été retrouvés aux alentours de la ville. Il n'y a aucune preuve qu'un véritable bourg de Draguignan se soit formé à la fin de cette période.

## Moyen Âge
Le nom de « Draguignan » est mentionné pour la première fois en 909 dans le cartulaire de Cluny. Il s'agit de l'inventaire des biens d'un certain Foucher, père de Maieul, futur abbé de Cluny : Fagentia cum ecclesia et apendiciis suis, Dragoniano similiter ce qui signifie : « Fayence avec son église et dépendances, pareillement à Draguignan ». Comme il y avait une villa avec église à Fayence, cela signifie probablement que ce Foucher possédait en outre une villa avec église à Draguignan, probablement celle de Saint Hermentaire qui existe toujours.
Les anciennes terres des Sarrazins sont administrées par le fisc du comte de Provence. En complément des tombes et vestiges, des chapelles et des noms d'évêques réfugiés, Draguignan sort de cette longue période d'insécurité en véritable bourgade fortifiée [réf. nécessaire]. Mieux, la petite ville fournit son excédent d'hommes à la reconquête agricole des basses vallées et rivages et s'enrichit grâce à la renaissance d'un petit négoce [réf. nécessaire]. Fréjus avec son ensemble épiscopal est reconstruite sous la férule de l'évêque Riculphe en 990.
Vers l'an mil, une seigneurie est fondée à Draguignan, gouvernée collectivement par des chevaliers et des nobles. La position fortifiée avec un dominium ou donjon s'élève sur le rocher où se trouve aujourd'hui la Tour de l'Horloge. La ville fait partie du royaume de Provence qui affirme une indépendance illusoire jusqu'à son rattachement en 1032 à l'Empire. À cette époque est peut-être créée la légende du dragon tué par saint Hermentaire, ce qui attire des pèlerins à l'église saint Hermentaire, seul bâtiment restante de la villa homonyme. Le dragon peut symboliser le païen, le sarrazin, l'étranger.
La population du périmètre urbain dracénois augmente énormément de 970 à 1245 sous l'égide des comtes de Provence. Trois officiers s'installent dans la ville, notamment le bayle, représentant du comte qui s'associe aux nombreux nobles qui gouvernent déjà la ville, augurant une longue période de croissance et de prospérité. Au XIIe siècle, la dynastie des comtes catalans s'appuyant sur un redressement urbain s'impose dans le comté de Provence divisé. Au début du XIIIe siècle après l'union des deux comtés, ils deviennent suzerains de Draguignan. Raymond Bérenger V en est une dernière grande figure comtale de 1209 à 1245. Une grande enceinte munie de deux portes principales, rendant caduque l'ancienne muraille, est construite autour de la ville. La ville s'affirme commerçante avec une proche campagne placée sous le signe de la trilogie naissante : élevage de moutons, vignoble et oliviers. De nombreux couvents sont construits.
Le comté de Provence passe par héritage à la branche cadette des Capétiens, représentée par Charles d'Anjou, frère de saint Louis. Les entreprises de la dynastie angevine vers Naples et l'Orient stimulent le commerce. L'assemblée des états de Provence entérine les bases de la législation et des impôts comtaux.
Au début du XIVe siècle, la Provence paysanne ravagée par des disettes et une insécurité croissante stagne. En 1341, la ville est attaquée par d'importantes bandes de pillards[réf. nécessaire]. Draguignan, à l'instar de l'Europe occidentale, est durement touchée par la peste noire de 1348. Le collapsus épidémique, psychologique et social fait disparaître en quarante ans plus de la moitié de la population locale car l'épidémie de peste revient ensuite périodiquement, avec le cortège menaçant des famines, des guerres et des brigandages causés par la perpétuation de la crise économique. En 1357, les pillards, comptant sur la baisse drastique de sa population valide, reviennent assiéger[réf. nécessaire] la ville fortifiée, mais les confréries[réf. nécessaire] fort actives animent l'ardeur défensive.
Le règne de la reine Jeanne, souveraine à la fois incapable et inquiétante, accable les Provençaux de 1343 à 1382. Les désastres démographiques n'ont pas encore cessé que les troupes du duché de Savoie investissent Nice et sa région, obtenant un traité de cession en 1388. Une intense période de guerre et de brigandage des mercenaires licenciés s'ensuit, alors que Draguignan se situe à proximité de la zone frontalière. Une partie de la population émigre.
La population passe de 3 500 habitants en 1300 après avoir été réduite à 1 800 revient à son premier niveau en 1470. Draguignan est peut-être la quatrième ville de Provence, loin derrière Aix, Marseille et Avignon. Le désastre démographique apparaît de plus grande ampleur dans les vallées et montagnes proches, autrefois populeuses. Le XVe siècle est une période de grandes réformes administratives, la seigneurie devient plus autonome. Les XIVe et XVe siècles sont la grande période des comtes-rois angevins de Provence, qui contrôlent en outre l'Anjou et Naples et qui font des entrées remarquées dans Draguignan, ville comtale.

## Les Temps modernes et l'Ancien régime
Une période trouble inaugure la fin du XVe siècle. Deux invasions successives de Charles Quint, arrière-petit-fils du Téméraire, la dernière tentative rejetée par une furia marseillaise in extremis, déstabilise la calme Provence[réf. nécessaire].
La création en 1501 du parlement d'Aix et l'application de l'édit de Joinville en 1535 font entrer la Provence dans l'orbite française, mieux que l'obéissance à l'ordonnance de Villers-Cotterêts. En effet, les délibérations communales sont rédigées sans difficulté en français par les puissants édiles alors que la majorité, peut-être 80 % des habitants, ne parlent que provençal. Le bilinguisme ne s'impose que petit à petit en plus de trois siècles. Le XVIe siècle voit la ville prospère devenir chef-lieu de justice ou sénéchaussée.
La Réforme touche peu la ville et les rares protestants sont souvent massacrés, comme Antoine de Mauvans. Draguignan reste une ville presque entièrement catholique. En représailles, Paulon de Mauvans pille durement la ville en 1560. En octobre 1590, profitant de la dissidence de la Ligue catholique, le duc de Savoie prend la ville.
Le XVIIe siècle voit la fin des signes d'autonomie de la ville dont la population culmine à presque 10 000 habitants au milieu du siècle classique. La destruction de la première Tour de l'Horloge par Louis XIV punit la ville de s'être alliée avec les frondeurs. Il autorise cependant sa reconstruction en 1663 avec un superbe campanile qui s'élève à 24 mètres de hauteur. L'apogée dracénoise est atteinte sous son grand règne.
Mais la ville souffre à l'image de l'ensemble de la Provence orientale  terriblement des mouvements militaires liés à la guerre de Succession d'Espagne dans un contexte de forte pression fiscale. En 1707, le siège de Toulon rappelle la vulnérabilité de la frontière. Draguignan, qui est aussi victime de la peste sévissant à Marseille de 1720 à 1721, reprend aussitôt sa croissance. Et la ville catholique s'investit dans la querelle janséniste à partir de 1730.
La ville de Basse Provence accueille le palais d'été des évêques de Fréjus et une grande viguerie au XVIIIe siècle, alors que sa population passe de 4 500 à 6 500 habitants. La Basse Provence est partout prospère : elle possède une vie industrielle véritablement diversifiée, par exemple dans les cuirs, les papiers, les savons et les soieries et une économie d'échanges agricoles, en particulier par les vignes, les oliviers et les bleds, ces derniers déficitaires étant souvent importés. Les classes dominantes, bourgeoisie des offices ou rentière, du haut et moyen commerce sont bilingues, le peuple demeure fidèle à ses dialectes provençaux.

## De 1789 à 1815
Le début de la Révolution française est tranquille à Draguignan, une fois consumées les rumeurs paysannes précoces. Deux Dracénois sont élus aux États-Généraux :
- le vicomte de Rafélis-Broves pour la noblesse (qui sera tué en 1792 durant la prise des Tuileries par les Sans-Culottes),
- le lieutenant-général Lombard-Taradeau pour le Tiers.

Des cahiers de doléance sont rédigés (Cahiers de doléances de la Sénéchaussée de Draguignan (1789)).
La récolte de 1789 ayant été bonne, cette année ainsi que les suivantes sont calmes. Toulon devient en 1790 chef-lieu du département de Var alors que la candidate la mieux placée, Draguignan, n'obtient qu'un rôle secondaire. Le département du Var tire son nom du fleuve frontalier avec le royaume de Sardaigne incluant les possessions savoyardes.
Deux députés dracénois sont envoyés à l'Assemblée législative de 1791 : Honoré Muraire (modéré) et Maximin Isnard (girondin). L'année 1792 est en revanche moins calme, comme dans toute la France, avec le début des Guerres révolutionnaires et la proclamation de la République. Maximin Isnard est élu à la Convention et Draguignan s'affirme en ville girondine. Barras est représentant en mission à Draguignan. La Terreur ne fait pourtant que quatre[réf. nécessaire] décapités à Draguignan alors qu'en 1795 l'inflation économique frappe avec une terrible dureté la ville marchande comme ses plus modestes habitants.
Cette même année, Isnard ne cesse de rappeler la « trahison républicaine » des habitants du chef-lieu départemental, les Toulonnais ayant remis « les clefs de la ville » et permis l'accès de la rade et du port à la marine anglaise. Le siège mal engagé a permis à un jeune officier français d'origine corse, Napoleone Buonaparte, de s'illustrer en montrant la qualité de la formation militaire qu'il avait reçue à l'école de Brienne et à l'école d'application d'artillerie de Paris. Isnard parvient à faire désigner Draguignan comme une éphémère seconde préfecture du Var. Mais la décision finale revient à Napoléon Bonaparte qui, conscient de la situation périlleuse de Toulon vis-à-vis d'une agression militaire de la flotte britannique toute puissante en mer Méditerranée, préfère confier la responsabilité préfectorale à Draguignan en 1797. L'argument d'une rancune personnelle envers les Toulonnais justifiant ce transfert n'est pas recevable : non seulement Toulon devait d'abord redevenir un grand port de guerre, mais encore il convient de noter que les deux autres grands ports militaires français n'avaient pas reçu non plus, à cette même époque, le statut de préfecture. Ainsi Cherbourg n'était que sous-préfecture (la préfecture de la Manche étant attribuée à Saint Lô), de même que Brest (la préfecture du Finistère revenant à Quimper). Que Toulon ne soit qu'une sous-préfecture n'était donc pas, en tant que tel, une aberration, mais bien une précaution stratégique, d'un point de vue militaire.
Le préfet Fauchet améliore la situation de la ville qui prospère sous l'Empire. Jusqu'en 1808, les récoltes sont bonnes et de nombreuses petites industries s'implantent. En janvier 1806, l'empereur Napoléon nomme le baron d'Azémar préfet du Var. Ce dernier marque la ville de son empreinte, créant ce qu'on appelle les « allées d'Azémar ». Il fait ensuite agrandir la place du Marché et installer l'éclairage public[réf. nécessaire].
À partir de 1808, les récoltes sont mauvaises, la conscription et les levées exceptionnelles d'impôts pour défendre la France s'alourdissent, et le brillant Azémar, remplacé, laisse sa place en 1811 à un successeur plus effacé. En 1814, lassée de Napoléon, la ville, heureuse d'apprendre l'accession au trône de Louis XVIII fête la Restauration. En 1815, après les Cent-Jours, la ville est brièvement mais sévèrement occupée par l'armée autrichienne.

## De 1815 à 1870
- En 1827 a lieu une violente crue de la Nartuby, d'ampleur comparable à celle du 15 juin 2010. Draguignan, qui ne s'étendait pas alors dans sa plaine inondable comme aujourd'hui, n'eut à déplorer que la mort de deux personnes (mais il y eut quatre morts à Trans), et d'importants dégâts aux cultures[6].
- En 1834, la vocation militaire de Draguignan commence avec la construction d'une caserne, qui s'appellera en fin de siècle la caserne Abel Douay.
- Sous Charles X, un nouveau palais de Justice est construit, inauguré en 1829. En 1836, la ville se dote d'un grand théâtre, qui fonctionnera jusqu'en 1963, date de la construction d'un nouveau théâtre plus grand.
- Les cultures sèches dominent avec l'olivier et la vigne, la culture du mûrier s'accroît massivement pour produire le fil de soie. Le retard dans l'adoption des techniques d'irrigation et d'arrosage, mais aussi de vinification malgré 800 000 hl de vins varois fort en alcool, pénalise le département.
- En 1848, Draguignan, ville de 10 000 habitants devenue profondément républicaine en participant à la puissante contestation contre la monarchie de Juillet, possède un club démocrate-socialiste de 800 adhérents [réf. nécessaire], qui soutiennent une presse active de deux journaux socialistes et influencent les nombreuses chambrées traditionnelles du Var. Elle apprend avec enthousiasme l'établissement de la Deuxième République. Le Var, qui inquiète les partis conservateurs, élit Ledru-Rollin à l'assemblée nationale. La modeste Draguignan, à l'instar de Toulon plus peuplée avec 70 000 habitants, affirme souvent son hostilité tant au prince Louis-Napoléon qu'au Second Empire.
- La nomination de Georges Eugène Haussmann à la tête de la préfecture du 24 janvier 1849 au 11 mai 1850 correspond d'abord à une tâche politique. Le président Louis-Napoléon a besoin d'un homme absolument sûr dans ce mauvais département du Var qui, s'illustrant avec trois autres départements, a donné la majorité à son rival, le général Cavaignac. De plus, les évènements révolutionnaires à partir de 1848 en Italie contre l'Autriche menacent le comté de Nice, frontalier du Var, partie du royaume de Piémont-Sardaigne, d'une reprise des guerres austro-italiennes.
- Haussmann s'en acquitte avec brio : il parvient d'abord à éviter une émeute « rouge » armée à Draguignan le 14 juin 1849 [réf. nécessaire][7] en mobilisant une centaine de gendarmes pour défendre la préfecture. Cette tentative survient après une flambée de petites révoltes populaires dans les grandes villes françaises. Mais l'échec des socialistes et démocrates menés par le député Ledru-Rollin à Paris, en particulier depuis l'École des arts et métiers, ramène une calme torpeur dans le Var. Il permet ensuite la fuite vers Barcelone de Charles-Albert, réfugié anonyme le 16 mars à Antibes après sa défaite de Novare le 23 mars et son abdication consécutive en faveur de son fils Victor-Emmanuel. Enfin, il parvient à retrouver une majorité de représentation politique favorable au gouvernement par une incontestable action politique.

En 1849, le département de 360 000 habitants est plus étendu que de nos jours. Couvrant 726 000 ha, il comporte quatre arrondissements : Brignoles, Grasse, Draguignan et Toulon. La plupart des services départementaux sont à Toulon, qui bénéficie d'une ligne de télégraphie. Résident à Draguignan le préfet, le directeur de l'enregistrement des domaines, l'ingénieur en chef des ponts et chaussées, le commandant de la gendarmerie.
Des troubles importants ont lieu quand les Dracénois apprennent le coup d'État de Napoléon III du 2 décembre 1851.
- Draguignan se modernise avec rapidité lors du Second Empire, notamment avec l'arrivée du chemin de fer, l'éclairage au gaz, le télégraphe et la scolarisation de plus en plus importante. Le rattachement du comté de Nice à la France en 1860 permet de former, en y accolant l'arrondissement de Grasse, le département des Alpes maritimes. Draguignan se retrouve préfecture d'un département tronqué dont la rivière éponyme ne coule plus sur son sol. Le vieux Haussman dans ses Mémoires [réf. nécessaire] rappelle qu'il avait proposé sans succès une dénomination logique : "Département de l'Argens".
- En 1869, année de l'inauguration de l'église Saint-Michel entièrement reconstruite, une Draguignan prospère élit le député libéral Émile Ollivier. Il est nommé chef du gouvernement en juin 1870. Au Plébiscite du 8 mai 1870, les Dracénois votent encore massivement « Non » alors que la France vote « Oui » à 82,71 %.

## De 1870 à 1914
Dans les années 1870, une épidémie foudroyante de phylloxéra ruine le vignoble dracénois, qui met du temps à s'adapter au parasite et connaît beaucoup de difficultés[réf. nécessaire]. Les vignerons créent une coopérative en 1907. La petite viticulture est parfois agonisante dans les années 1880, et un puissant exode rural bouleverse le monde paysan des collines et montagnes entre 1880 et 1950. Draguignan, les vallées de la Nartuby et de l'Argens ne recueillent qu'une modeste partie du flux humain qui alimente villes et riches campagnes plus lointaines. La stagnation de Draguignan desservi par le chemin de fer PLM (Paris Lyon Marseille) à 993 kilomètres de Paris illustre une domination politique et sociale, à la fois bourgeoise et rentière, par une simple comparaison au dynamisme marseillais[pas clair]. Marseille double sa population entre 1850 et 1900. Draguignan a pourtant des atouts.
Entre la fin du XIXe siècle et le début du XXe siècle, l'agriculture encore dominée par l'olivier et le ver à soie décline ainsi que l'industrie, et Draguignan n'est plus qu'une ville à dominante tertiaire, grâce à ses fonctions administrative et militaire. La caserne Chabran est construite en 1913 et reçoit un bataillon de chasseurs alpins.
On construit à la Belle Époque le bâtiment des Archives départementales, une nouvelle gendarmerie et la Poste (laquelle est toujours en activité), ainsi que le collège Gustave Ferrié en 1911, lui aussi toujours en service. De nombreuses écoles, autant de filles que de garçons, ouvrent leurs portes. En 1890, un nouveau bâtiment accueille la bibliothèque municipale riche d'anciens manuscrits prestigieux, qui se trouve toujours au même endroit aujourd'hui. La ville découvre aussi l'éclairage électrique, l'eau courante à domicile, le cinéma, les égouts et le téléphone. Une promenade dans les vieux quartiers piétonniers de la ville actuelle, autour des placettes et des portes fortifiées, permet de retrouver en imagination la ville d'autrefois.
Politiquement, Draguignan est républicaine de centre-gauche et vote pour le parti radical. Félicien Clavier, radical, est maire de la ville de 1881 à 1912 et Georges Clemenceau est son député de 1885 à 1893, puis son sénateur de 1902 à 1920, date de sa retraite politique. Cependant à partir de 1898, Draguignan vote pour la SFIO. Gustave Fourment devient maire et député de Draguignan en 1912.

## De 1914 à 1945
La Première Guerre mondiale reste dans les mémoires collectives comme une période de pénurie et de marasme à Draguignan, avec plus de 200 jeunes habitants portés disparus ou tués au front du Nord-Est, en particulier lors des combats des Vosges en 1914 ou de Meuse en 1916. Une stèle commémorative placée dans la cour de la mairie rappelle les Dracénois morts aux champs d'honneur.
La ville, qui enregistre en 1922 9 440 habitants dans un arrondissement de 109 650 habitants répartis en seize cantons et 94 communes, se rattrape mieux que sa campagne durant les années 1920 sur le plan démographique. Renforcée par le vieillissement des anciennes générations dû à l'amélioration de l'espérance de vie, elle atteint le cap des 10 000 habitants pour la première fois depuis le XVIIe siècle.
Politiquement, la ville est gérée, après la Grande guerre, par une coalition de droite et de radicaux centristes. Le maire se nomme alors Achille Ditgès. Gustave Fourment, qui a perdu son siège de maire en 1919, saisit l'occasion de devenir sénateur en 1920. En 1924, avec le retour au scrutin uninominal, le siège de député revient à la SFIO, mené localement par Auguste Reynaud. Il le demeure jusqu'en 1936, date à laquelle Joseph Collomp est le candidat SFIO. Auguste Reynaud, comme Gustave Fourment, ont suivi Pierre Renaudel et Marcel Déat - les néo-socialistes - dans une scission. Joseph Collomp parvient entre-temps à la tête de la mairie en 1925.
En 1936, le socialiste Joseph Collomp est élu député-maire de Draguignan. Il est l'un des 80 députés qui votent contre l'attribution des pleins pouvoirs à Pétain en 1940, contrairement à de nombreux parlementaires varois, Gustave Fourment en tête.
Durant la Seconde Guerre mondiale, la mairie est dirigée par Fernand Escullier. La Résistance est assez vive et plusieurs réseaux s'implantent à Draguignan. En novembre 1942, la ville est occupée par les troupes italiennes, remplacées en 1943 par les Allemands. Le général Neuling réside à Draguignan, où il installe le PC du XIIe corps d'armée allemand. De nombreux jeunes dracénois partent pour éviter le STO dans les zones sauvages du Haut-Var pour rejoindre des maquis de diverses obédiences politiques. La Gestapo et la Milice sont actives à Draguignan. Le plus célèbre résistant dracénois, Georges Cisson, est fusillé en 1944.
Draguignan est en grande partie libérée par les FFI le 15 août 1944 lors de l'opération Anvil-Dragoon. Les parachutistes américains et anglais atterrissent au sud-est, à La Motte. Les Allemands, supérieurs en nombre et en matériel, contre-attaquent dans la journée du 16 août pour reprendre le contrôle de la ville. Quatre FFI sont tués mais la Résistance tient bon. Grâce à l'action d'Hélène Vidal qui prévient les alliés de l'insurrection dracénoise, la ville n'est finalement pas bombardée par l'aviation américaine. La ville est libérée par le 551e bataillon d'infanterie américain. Un monument commémoratif rappelle l'endroit où les Résistants dracénois et les Alliés font finalement leur jonction le 16 août à 22h30. Le général Von Neuling se rend au général américain Patch. En 1963 est inauguré un monument commémoratif érigé place de la Paix à la gloire des Résistants du Var.

## De 1945 à 2000
Les années d'après-guerre sont ternes malgré la liberté retrouvée. Mais l'essor économique reprend avec vigueur dans les années cinquante.
En 1955, l'équipe de football de Draguignan parvient en quart de finale de la Coupe de France de football.
Edouard Soldani, originaire des Arcs, qui avait été élu sénateur du Var en 1946, et après avoir été élu à la présidence du conseil général du Var en 1956, est élu maire de Draguignan en 1959 à la tête d'une liste d'union municipale. Il restera maire de Draguignan durant un quart de siècle, jusqu'en 1984.
Entre 1945 et 1985, la population dracénoise est multipliée par trois. Cet essor est dû à l'arrivée massive, entre 1960 et 1980, de migrants rapatriés ou volontaires, et surtout de militaires :
- installation d'un régiment de soutien matériel dans la ville de garnison,
- installation du camp de Canjuers dans le Haut-Var,
- arrivée de rapatriés d'Algérie en 1962,
- retour de nombreux retraités au pays,
- effet d'attraction méridional pour d'autres citoyens hexagonaux à partir de 1970,
- installation de l'École de l'artillerie depuis 1976.

Le 25 septembre 1974, le gouvernement Chirac prend la décision de transférer la préfecture du Var à Toulon. Cela provoque la colère de certains Dracénois (qui pensent que le gouvernement veut tout à la fois "punir" une ville qui vote traditionnellement à gauche depuis un siècle et "récompenser" Toulon, qui vote à droite depuis 1959). Il y a des émeutes et les CRS doivent intervenir pour rétablir l'ordre. La préfecture est malgré tout changée en sous-préfecture. En compensation, le Conseil général du Var, déplacé à Toulon par la suite, reste provisoirement à Draguignan, ainsi que de nombreux services départementaux comme les Archives ou la cour d'assises. L'École d'artillerie, qui forme tous les artilleurs de l'armée française, s'installe en ville.
La ville compte alors 28 194 dracénois en 1983 dans un arrondissement de plus de 186 700 habitants en forte croissance.
S'agissant de la vie politique dracénoise entre 1983 et 1986, particulièrement dense, il convient de se référer à :
Max Piselli, personnalité de centre-droit, proche des commerçants et n'étant pas défavorablement connu, soutenu par François Léotard alors maire de Fréjus, est élu maire de Draguignan en 1986, face à une autre liste de droite menée par le Dr Angelin German, et à une gauche profondément divisée.
Compte tenu du déficit laissé par la précédente équipe municipale, il est décidé d'augmenter la fiscalité locale ; des emprunts auprès de la Caisse des dépôts et consignations sont souscrits ; la ville reçoit aussi l'aide financière du conseil général.
Max Piselli, fort de ses bons résultats, se présente à nouveau aux élections municipales régulières de 1989, et est élu dès le premier tour.
Aux élections municipales de 1995, Christian Martin, à la tête d'une liste de rassemblement de la gauche, l'emporte face à l'équipe Piselli. 

Les principales réalisations de Christian Martin et de son équipe sont :
- la réalisation de la mairie annexe sur l'ancien site de l'hôtel des impôts ; cette mairie annexe est appelée Centre Joseph Collomp ;
- la rénovation du centre ancien : rénovation de la place du marché (talus dallé et création des halles), de la place aux herbes et de la rue de l'Observance ;
- la création d'un nouveau cimetière, dénommé « cimetière paysager » ;
- la ville est traversée par le Tour de France en 2000 ;
- l'édification d'un Office du tourisme devant les jardins de la MJS ;
- la création de la Mission locale d'insertion des jeunes ;
- l'édification de plusieurs immeubles au Quartier de l'Esplanade, près de la gare routière, et l'aménagement de cette zone d'habitation ;
- le lancement de la Communauté d'agglomération dracénoise fin 2000.